# جاسبر قود
جاسبر قود (بالإنجليزية: Jasper Good)‏ هو متزحلق نوردي مزدوج أمريكي، ولد في 10 مايو 1996.

## وصلات خارجية
- جاسبر قود على موقع الاتحاد الدولي للتزلج (التزلج النوردي المزدوج) (الإنجليزية)
- جاسبر قود على موقع اللجنة الأولمبية الدولية (الإنجليزية)
- جاسبر قود على موقع أوليمبيديا (الإنجليزية)